# Кауко Ямсен
Кауко Ямсен е финландски дипломат.
- Посланик в България от 2005 г. до 2009.
- Посланик в Русия от 1996 до 2005 г.

Завършва политология и журналистика.